# Ectropis duplex
Ectropis duplex là một loài bướm đêm trong họ Geometridae.